# Пиль, Уильям, 1-й граф Пиль
Уильям Роберт Уэлсли Пиль, 1-й граф Пиль, 2-й виконт Пиль (1912—1929; англ. William Robert Wellesley Peel, 1st Earl Peel; 7 января 1867, Лондон, Великобритания — 28 сентября 1937, Ист-Меон, графство Гэмпшир, Великобритания) — британский аристократ и государственный деятель, министр по делам Индии (1922—1924 и 1928—1929).

## Биография
Родился в семье Артура Пиля, занимавшего пост спикера Палаты общин (1884—1895), его дед Роберт Пиль был премьер-министром Великобритании (1834—1835 и 1841—1846).
Окончил школу Хэрроу. Получил юридическое образование в Баллиол-колледже, во время обучения секретарем Оксфордского союза. В 1893 году был принят в сообщество Судебных иннов, работал адвокатом во «Внутреннем темпле», самом старом и известном из четырёх «Судебных финнов». Также был специальным корреспондентом The Daily Telegraph во время греко-турецкой войны 1897 года.
В мае 1900 году был впервые избран в Палату общин от Либерал-юнионистской партии от округа в Южном Манчестере. Кроме того, с 1900 по 1904 годы являлся членом Совета Лондонского графства от избирательного округа Вулвич, переизбирался в 1907 году, возглавляя проконсервативную, так называемую партию муниципальной реформы. В 1909 году был вновь избран в Палату общин.
После смерти отца в 1912 году унаследовал титул виконта Пиля, получив таким образом также членство в Палате лордов, в составе которой он оставался до самой своей смерти. На этом основании он прекратил свое членство в Палате общин. В то же время он был снова был избран членом Совета Лондонского графства округа (1913—1919), с 1914 по 1916 годы он возглавлял Совет.
Во время Первой мировой войны в звании подполковника служил в составе Бедфордширской йеоманрии. В начале Первой мировой войны со своим полком был направлен во Францию, однако вследствие плохого состояния здоровья в 1915 году вернулся в Великобританию.
С 1917 по 1919 годы являлся парламентским секретарём в министерстве национальных служб (Ministry of National Service). С 1919 по 1921 годы был заместителем министра в военном министерстве, с 1919 года он стал также членом Тайного совета.
Неоднократно входил в состав британского правительства:
- 1921—1922 годах - в коалиционном правительстве Дэвида Ллойд Джорджа занимал должности канцлера герцогства Ланкастерского и министра транспорта Великобритании,
- 1922—1924 годах — министр по делам Индии,
- 1924—1928 годах — министр общественных работ,
- 1928—1929 годах — министр по делам Индии.

После ухода из правительства в июле 1929 года королём Георгом V ему был пожалован титул 1-го графа Пиля и 1-го виконта Кланфилда.
В 1931 году в течение двух месяцев занимал пост Лорда-хранителя Малой печати в коалиционном кабинете Рамсея Макдональда.
В 1931 году он также был председателем Бирманской конференции, на которой обсуждалось будущее Бирмы, которая с 1886 года считалась частью Британской Индии. В 1931 году возглавлял комиссию по пшенице (Wheat Commission), в 1933—1934 годах входил в состав объединенного комитета, рассматривавшего будущее Британской Индии. Затем возглавлял комиссию про рассмотрению дел по вопросам общего права. С 1936 по 1937 года — председатель королевской комиссии по вопросам Палестины. Кроме того, он был членом Королевской комиссии по анализу работы Лондонского порта Лондона (1900) и администратором (губернатором) Университета королевы Виктории в Манчестере.
Был женат на единственной дочери лорда Элтона, после смерти которого в 1929 году унаследовал пост председателя James Williamson and Company. Также бы директором банка Barclays и Большой Северной железной дороги. После его смерти титул графа Пиля унаследовал его сын Артур.

## Награды и звания
- рыцарь — великий командор ордена Звезды Индии,
- кавалер Большого креста ордена Британской империи.